# خالد السعد

## السيرة الذاتية
الاستاذ خالد عبد العزيز السعد المنيفي  من مواليد الكويت في 1 أغسطس 1943م.
كاتب وشاعر وتربوي.
يمتاز أسلوبه بالمفردات المتميزة، واللفة الثرية، والخيال الواسع الأفق.
يكتب المواضيع الجدية الصعبة بمفردات أدبية بعيدة عن المباشرة العادية التي تضج بلغة التخاطب والرتابة.
يناقش في مقالاته المتغيرات والمستجدات التي تطفو على سطح الأرض المعذبة بالأمنيات الكبيرة، والتي كثيرأ ما يضيع الإنسان فيها بين كم من الأضداد المتشابكة، ويطرح كل أسئلة الحزن التي ما زالت معلقة حتى الآن، وربما حتى الزمن القادم.
في معظم سطور مقالاته نجده يخاطب الكويت الوطن، كما يخاطب حبيبته بحميمية ساخنة، ورومانسية مفعمة بالحنين الحارق، المليء بقيم الجمال والشفافية. وقد يعالم بكتاباته كل ما يصيبها من وجع.

## شهاداته
- حصل على الثانوية العامة من الشويخ - الثانوية عام 1962 م.
- في عام 1970م حصل على ليسانس للآداب من جامعة عين شمس - القاهرة

## عمله
- عمل في وزارة التربية حتى عام 1976م.
- عمل في المجلس الوطني للثقافة والفنون والآداب.
- عاد إلى وزارة التربية حيث شغل منصب مراقب بمركز المعلومات التربوية.

## مشاركاته
- شارك في العديد من المؤتمرات التريوية والاجتماعية والأدبية والأسابيع الثقافية.
- كتب في المقالة الاجتماعية والتربوية والثقافية.
- في معظم سطور مقالاته يخاطب حبيبته ومعشوقته الكويت ، ويناقش ما يستجد فيها من هموم، وقد تصيبه كل الآلام التي تصيبها .
- تعالج مقالاته القضايا المثخنة بجراح الوطن ، ومع هذا يضع بين طيات سطورها عروق الخزامى والأقحوان لتلامس جسد الصراع والنزاع والخلافات.
- كتب القصة القصيرة والشعر الحديث.
- عضو رابطة رابطة الأدباء الكويتيين.
- عضو جمعية الصحفيين الكويتية.

## مؤلفاته
1. ارجوحة الحب والزمن - صدر عام 1992 م.
2. لوحات من حريق الزلزال - صدر عام 1992 م.

### تحت الطباعة
1. ديوان شعر.
2. كتاب في الثقافة والتربية والفكر.